# Манчестър (Върмонт)
Вижте пояснителната страница за други значения на Манчестър.
Манчестър (на английски: Manchester) е град в САЩ, един от двата административни центъра на окръг Бенингтън, щата Върмонт (другият е град Бенингтън). Населението на града е 4249 души (по приблизителна оценка за 2017 г.). Манчестър е известен най-вече с многобройните си магазини за книги.